# Авиньон (аэропорт)
Аэропорт Авиньон-Прованс (фр. Aéroport Avignon Provence, (ИАТА: AVN , ИКАО: LFMV)) — аэропорт, расположенный в 8 км от города Авиньон и в 4 км к западу от Комон-сюр-Дюранс в департаменте Воклюз в регионе Прованс, Франция.

## История
Аэропорт был открыт в 1937 году. В 1948 году состоялся первый регулярный рейс в Париж. Новая диспетчерская башня была построена в 1989 году. В 2020 году на аэродроме открыто Aéro-Club Vauclusien. В 1990 году терминал был расширен. В 1997 году ВПП под номером 17/35 была продлена до 1880 метров.

## Инфраструктура и другие объекты

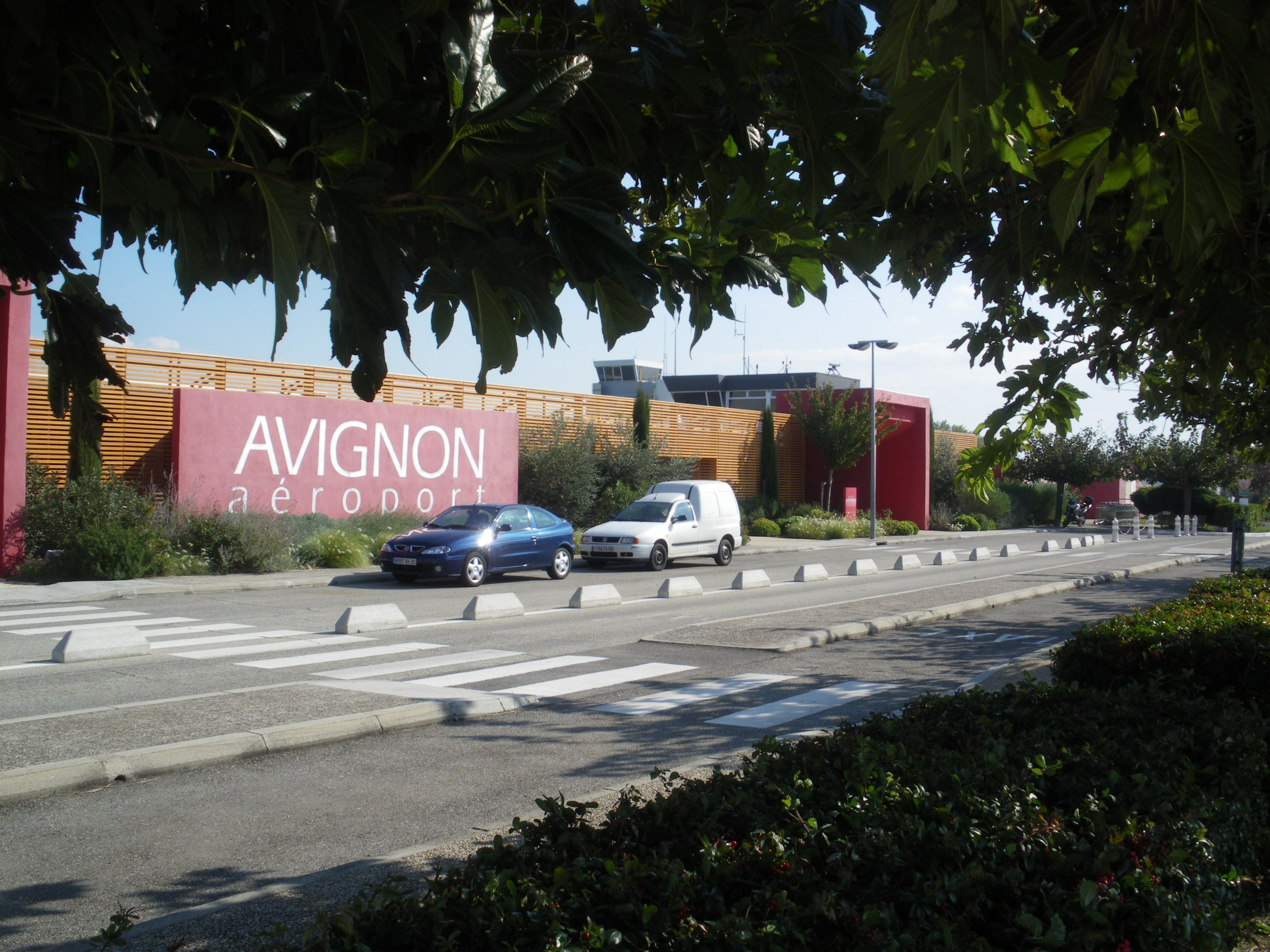
Вход в терминал

### Паркинг
Паркинг находится перед входом в терминал, стоянка бесплатна для пассажиров аэропорта Авиньон-Прованс.

### Трансфер до аэропорта
Трансфер на автобусе компании «Cars BLACHE» Архивная копия от 31 октября 2021 на Wayback Machine
- Отправление от станции SNCF City Center — прибытие в Аэропорт Авиньон-Прованс: 18:10.
- Отправление из аэропорта Авиньон-Прованс — прибытие SNCF city center жд вокзал: 21:00.
- Стоимость трансфера € 6 [4]

### Личный транспорт
- Прокат автомобилей: терминал аэропорта — 100 Rue Maryse Bastié.

## Пассажиропоток
Данные из запроса в Викиданные.